# مارک آندره کروسکا
مارک آندره کروسکا (انگلیسی: Marc-André Kruska؛ زادهٔ ۲۹ ژوئن ۱۹۸۷) بازیکن فوتبال اهل آلمان است.
از باشگاه‌هایی که در آن بازی کرده‌است می‌توان به باشگاه فوتبال اف‌اس‌وی فرانکفورت، باشگاه فوتبال کلوب بروژ، باشگاه فوتبال بروسیا دورتموند، و باشگاه فوتبال انرژی کوتبوس اشاره کرد.
وی همچنین در تیم ملی فوتبال زیر ۲۱ سال آلمان بازی کرده‌است.